# Hiroki Fujiharu
Hiroki Fujiharu (藤春 廣輝?, Fujiharu Hiroki; Osaka, 28 novembre 1988) è un calciatore giapponese, difensore del Ryūkyū Okinawa.

## Caratteristiche tecniche
È un terzino sinistro che abbina una buona velocità con un'ottima capacità aerobica, tanto da farsi chiamare dai tifosi scafo (ハル). Molto bravo anche a fornire assist ai suoi compagni di squadra.

## Carriera

### Club

#### Gli anni nelle giovanili
La sua carriera da calciatore inizia nel 2001 quando viene acquistato dall'EXE'90 per militare nelle varie divisioni giovanili del club. Dopo due stagioni viene ufficializzato il suo trasferimento al Tokai per migliorare le sue capacità calcistiche. Tre anni dopo, esattamente nel 2006, si trasferisce all'Osaka University dove gioca nella formazione primavera.

#### Il passaggio al Gamba Osaka
Nel 2011, dopo esser rimasto svincolato dal suo ex club, viene acquistato dal Gamba Osaka per militare in prima squadra. Il 1º marzo debutta nella Champions League asiatica durante il match contro il Melbourne Victory vinto con il risultato di 5 a 1 in favore del club giapponese. Compie il suo esordio nella J. League quattro giorni dopo durante il match contro il Cerezo Osaka. Ottiene la sua prima ammonizione in carriera il 28 agosto durante il match contro il Vissel Kobe. Segna la sua prima rete in carriera il 22 ottobre nel match vinto per 5 a 0 contro il Montedio Yamagata. Nel 2014 lui e i suoi compagni vincono il campionato giapponese.

### Nazionale
Fa il suo debutto in nazionale il 27 marzo 2015, in un'amichevole contro la Tunisia, partendo già da titolare.
Nonostante egli fosse un fuoriquota, viene convocato per le Olimpiadi 2016 in Brasile, dove nella gara contro i Los Cafeteros commette un ingenuo autogol, portando i sudamericani in vantaggio per il momentaneo 2-0.

## Statistiche

### Presenze e reti nei club
Statistiche aggiornate al 3 dicembre 2023.
| Stagione                        | Club                                          | Campionato                      | Campionato | Campionato | Coppe nazionali | Coppe nazionali | Coppe nazionali | Coppe continentali | Coppe continentali | Coppe continentali | Altre coppe | Altre coppe | Altre coppe | Totale | Totale |
| Stagione                        | Club                                          | Comp                            | Pres       | Reti       | Comp            | Pres            | Reti            | Comp               | Pres               | Reti               | Comp        | Pres        | Reti        | Pres   | Reti   |
| ------------------------------- | --------------------------------------------- | ------------------------------- | ---------- | ---------- | --------------- | --------------- | --------------- | ------------------ | ------------------ | ------------------ | ----------- | ----------- | ----------- | ------ | ------ |
| 2008                            | Ōsaka University of Health and Sport Sciences | -                               | -          | -          | CG              | 1               | 0               | -                  | -                  | -                  | -           | -           | -           | 1      | 0      |
| 2010                            | Ōsaka University of Health and Sport Sciences | -                               | -          | -          | CG              | 1               | 0               | -                  | -                  | -                  | -           | -           | -           | 1      | 0      |
| Totale Osaka University of H&SS | Totale Osaka University of H&SS               | Totale Osaka University of H&SS | -          | -          |                 | 2               | 0               |                    | -                  | -                  |             | -           | -           | 2      | 0      |
| 2011                            | Gamba Osaka                                   | J1                              | 11         | 1          | CG+CdL          | 2+0             | 0               | ACL                | 1                  | 0                  | -           | -           | -           | 14     | 1      |
| 2012                            | Gamba Osaka                                   | J1                              | 34         | 1          | CG+CdL          | 5+2             | 0               | ACL                | 5                  | 0                  | -           | -           | -           | 46     | 1      |
| 2013                            | Gamba Osaka                                   | J2                              | 42         | 4          | CG              | 2               | 0               | -                  | -                  | -                  | -           | -           | -           | 44     | 4      |
| 2014                            | Gamba Osaka                                   | J1                              | 25         | 0          | CG+CdL          | 5+4             | 0               | -                  | -                  | -                  | -           | -           | -           | 34     | 0      |
| 2015                            | Gamba Osaka                                   | J1                              | 32+3       | 0+1        | CG+CdL          | 2+4             | 0+1             | ACL                | 11                 | 0                  | SG+SBC      | 1+1         | 0           | 54     | 2      |
| 2016                            | Gamba Osaka                                   | J1                              | 29         | 2          | CG+CdL          | 2+5             | 0               | ACL                | 5                  | 0                  | SG          | 1           | 0           | 42     | 2      |
| 2017                            | Gamba Osaka                                   | J1                              | 33         | 2          | CG+CdL          | 3+4             | 0               | ACL                | 7                  | 0                  | -           | -           | -           | 47     | 2      |
| 2018                            | Gamba Osaka                                   | J1                              | 25         | 0          | CG+CdL          | 1+5             | 0               | -                  | -                  | -                  | -           | -           | -           | 31     | 0      |
| 2019                            | Gamba Osaka                                   | J1                              | 17         | 2          | CG+CdL          | 0+5             | 0               | -                  | -                  | -                  | -           | -           | -           | 22     | 2      |
| 2019                            | Gamba Osaka U-23                              | J3                              | 2          | 0          | -               | -               | -               | -                  | -                  | -                  | -           | -           | -           | 2      | 0      |
| 2020                            | Gamba Osaka                                   | J1                              | 26         | 0          | CG+CdL          | 2+1             | 0               | -                  | -                  | -                  | -           | -           | -           | 29     | 0      |
| 2021                            | Gamba Osaka                                   | J1                              | 19         | 0          | CG+CdL          | 2+1             | 0               | ACL                | 2                  | 0                  | SG          | 1           | 0           | 25     | 0      |
| 2022                            | Gamba Osaka                                   | J1                              | 18         | 0          | CG+CdL          | 2+4             | 1+1             | -                  | -                  | -                  | -           | -           | -           | 24     | 2      |
| 2023                            | Gamba Osaka                                   | J1                              | 2          | 0          | CG+CdL          | 1+3             | 0               | -                  | -                  | -                  | -           | -           | -           | 6      | 0      |
| Totale Gamba Osaka              | Totale Gamba Osaka                            | Totale Gamba Osaka              | 316        | 13         |                 | 67              | 3               |                    | 31                 | 0                  |             | 4           | 0           | 418    | 16     |
| 2024                            | Ryūkyū Okinawa                                | J3                              | 0          | 0          | CG              | 0               | 0               | -                  | -                  | -                  | -           | -           | -           | 0      | 0      |
| Totale carriera                 | Totale carriera                               | Totale carriera                 | 318        | 13         |                 | 69              | 3               |                    | 31                 | 0                  |             | 4           | 0           | 422    | 16     |

### Cronologia presenze e reti in nazionale
| Cronologia completa delle presenze e delle reti in nazionale ― Giappone | Cronologia completa delle presenze e delle reti in nazionale ― Giappone | Cronologia completa delle presenze e delle reti in nazionale ― Giappone | Cronologia completa delle presenze e delle reti in nazionale ― Giappone | Cronologia completa delle presenze e delle reti in nazionale ― Giappone | Cronologia completa delle presenze e delle reti in nazionale ― Giappone | Cronologia completa delle presenze e delle reti in nazionale ― Giappone | Cronologia completa delle presenze e delle reti in nazionale ― Giappone |
| Data                                                                    | Città                                                                   | In casa                                                                 | Risultato                                                               | Ospiti                                                                  | Competizione                                                            | Reti                                                                    | Note                                                                    |
| ----------------------------------------------------------------------- | ----------------------------------------------------------------------- | ----------------------------------------------------------------------- | ----------------------------------------------------------------------- | ----------------------------------------------------------------------- | ----------------------------------------------------------------------- | ----------------------------------------------------------------------- | ----------------------------------------------------------------------- |
| 27-3-2015                                                               | Oita                                                                    | Giappone                                                                | 2 – 0                                                                   | Tunisia                                                                 | Amichevole                                                              | -                                                                       |                                                                         |
| 2-8-2015                                                                | Wuhan                                                                   | Corea del Nord                                                          | 2 – 1                                                                   | Giappone                                                                | Coppa dell'Asia orientale 2015                                          | -                                                                       |                                                                         |
| 17-11-2015                                                              | Phnom Penh                                                              | Cambogia                                                                | 0 – 2                                                                   | Giappone                                                                | Qual. Mondiali 2018                                                     | -                                                                       |                                                                         |
| Totale                                                                  |                                                                         | Presenze                                                                | 3                                                                       |                                                                         | Reti                                                                    | 0                                                                       |                                                                         |

| Cronologia completa delle presenze e delle reti in nazionale ― Giappone Olimpica | Cronologia completa delle presenze e delle reti in nazionale ― Giappone Olimpica | Cronologia completa delle presenze e delle reti in nazionale ― Giappone Olimpica | Cronologia completa delle presenze e delle reti in nazionale ― Giappone Olimpica | Cronologia completa delle presenze e delle reti in nazionale ― Giappone Olimpica | Cronologia completa delle presenze e delle reti in nazionale ― Giappone Olimpica | Cronologia completa delle presenze e delle reti in nazionale ― Giappone Olimpica | Cronologia completa delle presenze e delle reti in nazionale ― Giappone Olimpica |
| Data                                                                             | Città                                                                            | In casa                                                                          | Risultato                                                                        | Ospiti                                                                           | Competizione                                                                     | Reti                                                                             | Note                                                                             |
| -------------------------------------------------------------------------------- | -------------------------------------------------------------------------------- | -------------------------------------------------------------------------------- | -------------------------------------------------------------------------------- | -------------------------------------------------------------------------------- | -------------------------------------------------------------------------------- | -------------------------------------------------------------------------------- | -------------------------------------------------------------------------------- |
| 5-8-2016                                                                         | Manaus                                                                           | Nigeria                                                                          | 5 – 4                                                                            | Giappone                                                                         | Olimpiadi 2016 - 1º turno                                                        | -                                                                                |                                                                                  |
| 8-8-2016                                                                         | Manaus                                                                           | Giappone                                                                         | 2 – 2                                                                            | Colombia                                                                         | Olimpiadi 2016 - 1º turno                                                        | -                                                                                | 53’ 80’                                                                          |
| Totale                                                                           |                                                                                  | Presenze                                                                         | 2                                                                                |                                                                                  | Reti                                                                             | 0                                                                                |                                                                                  |

## Palmarès

### Club

#### Competizioni nazionali
- J2 League: 1

Gamba Osaka: 2013
- Coppa J. League: 1

Gamba Osaka: 2014
- Campionato giapponese: 1

Gamba Osaka: 2014
- Coppa dell'Imperatore: 2

Gamba Osaka: 2014, 2015
- Supercoppa del Giappone: 1

Gamba Osaka: 2015